# Hermann Steudner
Carl Theodor Hermann Steudner (Greiffenberg, arrondissement de Löwenberg-en-Silésie 1er septembre 1832-Wau (Soudan du Sud), 10 avril 1863) est un botaniste et explorateur prussien.

## Biographie
Natif de province de Silésie, il passe son enfance à Görlitz et étudie la botanique, la minéralogie et la médecine à Berlin et Wurtzbourg où il est élève de Christian Gottfried Ehrenberg, Heinrich Wilhelm Dove et Carl Ritter à Berlin et Rudolf Virchow, Franz von Rinecker et Albert von Kölliker à Wurtzbourg. Il devient aussi dans cette dernière l'ami de Ernst Haeckel.
Il travaille sur les marantaceaes et devient membre de la Société des amis des sciences naturelles de Berlin. À la Société de géographie de Berlin, Heinrich Barth le convainc de participer à une expédition en Afrique pour retrouver Eduard Vogel dont les traces sont perdues au Ouaddaï.
Sous les ordres de Theodor von Heuglin, il part alors d'Alexandrie le 4 mars 1861, débarque à Massaoua le 17 juin où il observe les oiseaux de l'archipel des Dahlak. Les deux hommes voyagent ensuite dans les hauts plateaux éthiopiens, passant par Keren où ils sont rejoints par Werner Munzinger. À Adoua, ils rencontrent Georg Wilhelm Schimper.
Les quatre hommes décident ensuite de se séparer. Steudner resté avec Heuglin, fait un détour par les pays Galla pour y rencontrer Téwodros II, visite Gondar et Magdala où les deux voyageurs sont reçus cordialement par Téwodros. Ils atteignent le lac Tana puis par le Nil bleu retournent à Khartoum (juillet 1862).
En 1863, toujours avec Heuglin, il suit les traces de Karl Georg Theodor Kotschy et le 25 janvier 1863, rejoint l'expédition d'Alexine Tinné. Il visite le Haut-Nil, atteint Gondokoro mais meurt d'une fièvre à Wau.

## Hommages

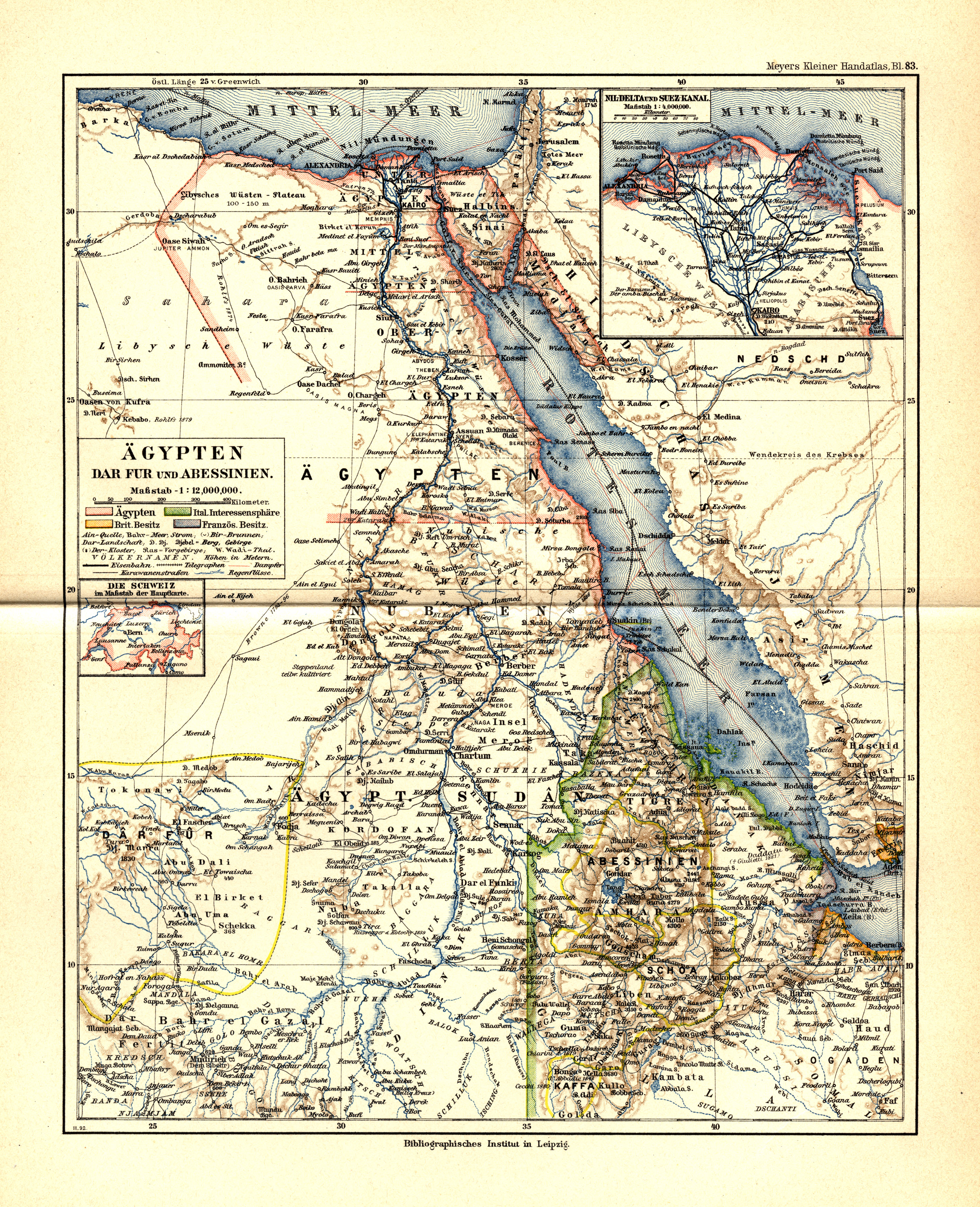
Carte des régions explorées

- Les régions visitées par Steudner ne l'ayant jamais été par un botaniste avant lui, ses études minutieuses sont d'une grande importance et sont reconnues par les Jardins botaniques royaux de Kew, le musée d'histoire naturelle de Londres, le Muséum national d'Histoire naturelle de Paris, le musée suédois d'Histoire Naturelle de Stockholm et l'Herbier national sud-africain à Pretoria.
- Le tropiocolotes steudneri et un genre d'aroideae de la sous-famille des araceaes le Steudnera ont été nommés en son honneur.
- Un monument avait été érigé à Görlitz mais a été détruit à des fins militaires lors de la Seconde Guerre mondiale.

## Publication
- Travel reports in Zeitschrift der Berliner Gesellschaft für Erdkunde und Zeitschrift für allgemeine Erdkunde 1861-1864, 1864